# Nothobranchius
Nothobranchius é um gênero de peixes da família Nothobranchiidae.

## Espécies
O gênero contém 85 espécies descritas:
- Nothobranchius albimarginatus Watters, Wildekamp & Cooper, 1998
- Nothobranchius annectens Watters, Wildekamp & Cooper, 1998
- Nothobranchius bojiensis Wildekamp & Haas, 1992
- Nothobranchius boklundi Valdesalici, 2010
- Nothobranchius brieni Poll, 1938
- Nothobranchius cardinalis Watters, Cooper & Wildekamp, 2008
- Nothobranchius cyaneus Seegers, 1981
- Nothobranchius eggersi Seegers, 1982
- Nothobranchius elongatus Wildekamp, 1982
- Nothobranchius fasciatus Wildekamp & Haas, 1992
- Nothobranchius flammicomantis Wildekamp, Watters & Sainthouse, 1998
- Nothobranchius foerschi Wildekamp & Berkenkamp, 1979
- Nothobranchius furzeri Jubb, 1971
- Nothobranchius fuscotaeniatus Seegers, 1997
- Nothobranchius geminus Wildekamp, Watters & Sainthouse, 2002
- Nothobranchius guentheri (Pfeffer, 1893)
- Nothobranchius hassoni Valdesalici & Wildekamp, 2004
- Nothobranchius hengstleri Valdesalici, 2007
- Nothobranchius interruptus Wildekamp & Berkenkamp, 1979
- Nothobranchius janpapi Wildekamp, 1977
- Nothobranchius jubbi Wildekamp & Berkenkamp, 1979
- Nothobranchius kafuensis Wildekamp & Rosenstock, 1989
- Nothobranchius kilomberoensis Wildekamp, Watters & Sainthouse, 2002
- Nothobranchius kirki Jubb, 1969
- Nothobranchius kiyawensis Ahl, 1928
- Nothobranchius kadleci Reichard, 2010
- Nothobranchius korthausae Meinken, 1973
- Nothobranchius krammeri Valdesalici & Hengstler, 2008
- Nothobranchius krysanovi Shidlovskiy, Watters & Wildekamp, 2010
- Nothobranchius kuhntae (Ahl, 1926)
- Nothobranchius lourensi Wildekamp, 1977
- Nothobranchius luekei Seegers, 1984
- Nothobranchius malaissei Wildekamp, 1978
- Nothobranchius melanospilus (Pfeffer, 1896)
- Nothobranchius microlepis (Vinciguerra, 1897)
- Nothobranchius neumanni (Hilgendorf, 1905)
- Nothobranchius nubaensis Valdesalici, Bellemans, Kardashev & Golubtsov, 2009
- Nothobranchius ocellatus (Seegers, 1985)
- Nothobranchius orthonotus (Peters, 1844)
- Nothobranchius oestergaardi Valdesalici & Amato, 2011
- Nothobranchius palmqvisti (Lönnberg, 1907)
- Nothobranchius patrizii (Vinciguerra, 1927)
- Nothobranchius pienaari Shidlovskiy, Watters & Wildekamp, 2010
- Nothobranchius polli Wildekamp, 1978
- Nothobranchius rachovii Ahl, 1926
- Nothobranchius robustus Ahl, 1935
- Nothobranchius rosenstocki Valdesalici & Wildekamp, 2005
- Nothobranchius rubripinnis Seegers, 1986
- Nothobranchius rubroreticulatus Blache & Miton, 1960
- Nothobranchius seegersi Valdesalici & Kardashev, 2011
- Nothobranchius steinforti Wildekamp, 1977
- Nothobranchius symoensi Wildekamp, 1978
- Nothobranchius taeniopygus Hilgendorf, 1891
- Nothobranchius thierryi (Ahl, 1924)
- Nothobranchius ugandensis Wildekamp, 1994
- Nothobranchius virgatus Chambers, 1984
- Nothobranchius vosseleri Ahl, 1924
- Nothobranchius willerti Wildekamp, 1992